# Wilhelm Fuchs (Politiker)
Wilhelm „Willi“  Fuchs (* 6. Jänner 1923 in Neuberg an der Mürz; † 13. Februar 2020) war ein österreichischer Landwirt und Politiker der ÖVP.

## Leben und Karriere
Wilhelm Fuchs wurde am 6. Jänner 1923 als ehelicher Sohn von Wilhelm Rudolf Fuchs (* 12. Februar 1897 in Graz; † 10. September 1945 ebenda), Platzmeister im Magnesitwerk, und dessen Ehefrau Maria Anna (geborene Kremser; * 18. Juni 1891 in Villach; † 12. August 1974 in Graz), ebenfalls Arbeiterin im Magnesitwerk, in Neuberg an der Mürz geboren und am 14. Jänner 1923 auf den Namen Wilhelm getauft. Seine Eltern hatten am 11. September 1920 ebenfalls in Neuberg geheiratet. Am 3. Juni 1933 wurde er in Graz gefirmt. Nachdem er die Volksschule in St. Peter-Freienstein, die Hauptschule in Leoben und die Werkschule besucht hatte, absolvierte Fuchs eine Ausbildung zum Maschinenbauschlosser. Auf eine einjährige Praxis im Maschinenbau bei der Oesterreichisch-Alpinen Montangesellschaft in Donawitz folgte ein dreijähriger Besuch der Bulme in Graz. Aufgrund seines Antritts zum Kriegsdienst bei der Wehrmacht im Jahre 1942 wurde seine Schulzeit unterbrochen. Im Zuge seiner Zeit bei der Wehrmacht absolvierte die waffentechnische Schule in Halle (Saale) und legte die Kriegsmatura ab. Zum Ende des Zweiten Weltkriegs geriet Fuchs in Italien in Gefangenschaft und kehrte von dieser wieder nach Graz heim. Dort heiratete er am 27. Juli 1946 eine Johanna Hödl (geborene Maz(z)uchelli), die eine Tochter aus einer vorangegangenen Beziehung mitbrachte. Durch diese wurde Fuchs später auch dreifacher Großvater.
In der ehemaligen Gemeinde Drauchen bei Halbenrain, wenige Kilometer von Radkersburg entfernt, betrieb Fuchs nach dem Zweiten Weltkrieg eine Landwirtschaft, die er von seinen Eltern übernommen hatte. Hierdurch war er mit den Problemen der heimischen Landwirtschaft vertraut und konnte sich dadurch für eine umsichtige und innovative Entwicklungspolitik für den ländlichen Raum engagieren. Bereits ab den 1940er Jahren trat Fuchs in und um seine neue Heimat politisch in Erscheinung und war dabei in zahlreichen unterschiedlichen Funktionen aktiv. Von 1949 bis 1962 war er Gemeinderatsmitglied von Drauchen und fungierte zwischen 1954 und 1981 als Gemeindebauernobmann. Später hatte er die Funktionen des Hauptbezirksbauernbundobmann (1972–1979) sowie des Hauptbezirksparteiobmann (1981–1989) inne. Neben seinen kommunalpolitischen Tätigkeiten engagierte er sich auch in verschiedenen unterschiedlichen Kammern und bäuerlichen Organisationen. Für seine Verdienste um den Bauernstand wurde er im Jahre 1980 mit dem Berufstitel Ökonomierat bedacht.
Noch in den frühen 1980er Jahren schaffte er den Sprung von der Kommunal- in die Landespolitik und zog anlässlich der Landtagswahl in der Steiermark 1981 als ÖVP-Mitglied in den steirischen Landtag ein. Diesem gehörte er über die Dauer von knapp zwei Gesetzgebungsperioden vom 21. Oktober 1981 bis zu seinem Ausscheiden am 30. September 1990 an (X. und XI. Gesetzgebungsperiode). In seiner Zeit als Landtagsabgeordneter war Fuchs Mitglied im Land- und Forstwirtschaftsausschuss, sowie Ersatzmitglied im Gesundheits-, Umweltschutz, Kontroll-, Gemeinde- und Petitionsausschuss. Er galt als Vordenker in den Belangen der heimischen Landwirtschaft und setzte sich unter anderem für eine fortschrittliche Betriebsführung oder die Installierung einer landwirtschaftlichen Fachschule in seinem Bezirk ein. Zudem war Fuchs Präsident der Grenzlandmusik Halbenrain und Träger der silbernen Fördernadel mit Stern des steirischen Blasmusikverbandes.
Am 13. Februar 2020 starb Fuchs im Alter von 97 Jahren und wurde am 17. Februar 2020 nach Aufbahrung in der Halbenrainer Aufbahrungshalle und Empfang des Seelenamtes in der Pfarrkirche Halbenrain im Familiengrab am Friedhof Halbenrain beigesetzt.